# Sam Register
Sam Register (n. 16 iunie 1969, New York City, New York, SUA) este un producător de televiziune, animator și om de afaceri american. În prezent, este președintele Warner Bros. Animation, Cartoon Network Studios și Hanna-Barbera Studios Europe.

## Carieră
Fost vicepreședinte al Cartoon Network, Register a fost creierul din spatele CartoonNetwork.com, care a fost lansat în 1998. După ce a creat CartoonNetwork.com, Register a venit cu ideea Cartoon Orbit în 2000. El a fost directorul de creație al Cartoon Orbit în 2000 și 2001. Register a început să regizeze reclame pentru jucării, înainte de a se muta la Cartoon Network.
A fost creatorul Hi Hi Puffy AmiYumi și The Looney Tunes Show și a fost producător executiv pentru Tinerii Titani și Ben 10. De asemenea, a mai fost producător executiv pentru Transformers: Animated, bazat pe populara franciză Transformers, și pentru Ben 10: Echipa extraterestră. Apoi a devenit producătorul executiv al Scooby-Doo și echipa misterelor, Haideți, Tineri Titani!, Mike Tyson Mysteries și Unikitty!
Personajul fictiv, Dr. Samuel Register (din benzile desenate cu Tinerii Titani), a fost numit după Sam Register. Pe 28 august 2020, Register a devenit oficial președinte al Warner Bros. Animation și Cartoon Network Studios. Recent, el a fost producător executiv pentru serialele originale ale HBO Max, Lumea Looney Tunes și Jellystone!, precum și pentru serialele originale Adult Swim Primal și Unicorn: Războinicii Eterni (ambele create de Genndy Tartakovsky). De asemenea, a lucrat ca producător executiv pentru filme precum Haideți, Tineri Titani, la film! și filmul hibrid de live-action/animat cu Tom și Jerry din 2021.

## Filmografie

### Filme
| An   | Nume                                                               | Rol                 | Note                |
| ---- | ------------------------------------------------------------------ | ------------------- | ------------------- |
| 2001 | Web Premiere Toons: Journey to the Center of My Dog's Head         | Producător executiv | Web Premiere Toons  |
| 2001 | Web Premiere Toons: Evil Awards                                    | Producător executiv | Web Premiere Toons  |
| 2001 | Web Premiere Toons: Captain Distraction                            | Producător executiv | Web Premiere Toons  |
| 2002 | Wendell and Wuggums in the Creep Next Door                         | Producător executiv | Wendell and Wuggums |
| 2002 | Wendell and Wuggums in Game Over                                   | Producător executiv | Wendell and Wuggums |
| 2005 | The Karate Guard                                                   | Producător executiv |                     |
| 2007 | Ben 10: Secretul Omitrixului                                       | Producător executiv | Ben 10              |
| 2007 | Ben 10 - Cursa împotriva timpului                                  | Producător executiv | Ben 10              |
| 2009 | Femeia Fantastică                                                  | Producător executiv |                     |
| 2009 | Lanterna verde: Începuturi                                         | Producător executiv |                     |
| 2009 | Superman/Batman: Inamici publici                                   | Producător executiv |                     |
| 2010 | Scooby-Doo! Abracadabra-Doo                                        | Producător executiv |                     |
| 2010 | Liga Dreptății: Criză pe cele două Pământuri                       | Producător executiv |                     |
| 2010 | Tom și Jerry îl întâlnesc pe Sherlock Holmes                       | Producător executiv | Tom și Jerry        |
| 2010 | Scooby-Doo și Coșmarul din Tabăra de Vară                          | Producător executiv |                     |
| 2011 | Tom și Jerry și Vrăjitorul din Oz                                  | Producător executiv | Tom și Jerry        |
| 2011 | Scooby-Doo! Legenda Fantozaurului                                  | Producător executiv |                     |
| 2011 | I Tawt I Taw a Puddy Tat                                           | Producător executiv |                     |
| 2012 | Scooby-Doo! Muzica Vampirului                                      | Producător executiv |                     |
| 2012 | Daffy's Rhapsody                                                   | Producător executiv |                     |
| 2012 | Tom și Jerry: Robin Hood și ceata lui                              | Producător executiv | Tom și Jerry        |
| 2012 | Scooby-Doo! Sub Cupola Circului                                    | Producător executiv |                     |
| 2013 | Scooby-Doo! Masca Șoimului Albastru                                | Producător executiv |                     |
| 2013 | Tom și Jerry: O aventură gigantică                                 | Producător executiv | Tom și Jerry        |
| 2013 | Scooby-Doo! Frică de Scenă                                         | Producător executiv |                     |
| 2014 | Scooby-Doo și Misterul din WrestleMania                            | Producător executiv |                     |
| 2014 | Tom și Jerry: Dragonul pierdut                                     | Producător executiv | Tom și Jerry        |
| 2014 | Scooby-Doo! Frankensperie                                          | Producător executiv |                     |
| 2015 | Scooby-Doo! Monstrul din Lună                                      | Producător executiv |                     |
| 2015 | Familia Flintstone și WWE                                          | Producător executiv |                     |
| 2015 | Tom și Jerry: Căutarea spionului                                   | Producător executiv | Tom și Jerry        |
| 2015 | Looney Tunes: Goana după iepuri                                    | Producător executiv |                     |
| 2015 | Scooby-Doo! și Kiss: Mister Rock and Roll                          | Producător executiv |                     |
| 2016 | Scooby-Doo și Blestemul Demonului Vitezei                          | Producător executiv |                     |
| 2016 | Tom și Jerry: Întoarcerea în Oz                                    | Producător executiv | Tom și Jerry        |
| 2017 | Scooby-Doo! Duelul lui Shaggy                                      | Producător executiv |                     |
| 2017 | The Jetsons & WWE: Robo-WrestleMania!                              | Producător executiv |                     |
| 2017 | Tom și Jerry: Willy Wonka și fabrica de ciocolată                  | Producător executiv | Tom și Jerry        |
| 2018 | Scooby-Doo! și Batman: Neînfricat și Cutezător                     | Producător executiv |                     |
| 2018 | Haideți, Tineri Titani, la film!                                   | Producător executiv |                     |
| 2018 | Scooby-Doo și fantoma roșie                                        | Producător executiv |                     |
| 2019 | Scooby-Doo! Blestemul celei de-a 13-a fantome                      | Producător executiv |                     |
| 2019 | DC Super Hero Girls: DulceaJustiție                                | Producător executiv |                     |
| 2019 | Batman vs. Țestoasele Ninja                                        | Producător executiv |                     |
| 2019 | Haideți, Tineri Titani! vs. Tinerii Titani                         | Producător executiv |                     |
| 2019 | Scooby-Doo! Întoarcerea în Insula Zombilor                         | Producător executiv |                     |
| 2020 | Mortal Kombat Legends: Scorpion's Revenge                          | Producător executiv |                     |
| 2020 | Happy Halloween, Scooby-Doo!                                       | Producător executiv |                     |
| 2021 | Batman: Soul of the Dragon                                         | Producător executiv |                     |
| 2021 | Tom și Jerry                                                       | Producător executiv | Tom și Jerry        |
| 2021 | Scooby-Doo! in King Arthur's Court                                 | Producător executiv |                     |
| 2021 | Justice Society: World War II                                      | Producător executiv |                     |
| 2021 | Batman: The Long Halloween                                         | Producător executiv |                     |
| 2021 | Mortal Kombat Legends: Battle of the Realms                        | Producător executiv |                     |
| 2021 | Straight Outta Nowhere: Scooby-Doo! Meets Courage the Cowardly Dog | Producător executiv |                     |
| 2022 | Tom and Jerry: Cowboy Up!                                          | Producător executiv | Tom și Jerry        |
| 2022 | Catwoman: Hunted                                                   | Producător executiv |                     |
| 2022 | Teen Titans Go! & DC Super Hero Girls: Mayhem in the Multiverse    | Producător executiv |                     |
| 2022 | King Tweety                                                        | Producător executiv |                     |
| 2022 | Green Lantern: Beware My Power                                     | Producător executiv |                     |
| 2022 | Trick or Treat Scooby-Doo!                                         | Producător executiv |                     |
| 2022 | Mortal Kombat Legends: Snow Blind                                  | Producător executiv |                     |
| 2022 | Batman and Superman: Battle of the Super Sons                      | Producător executiv |                     |
| 2022 | Tom and Jerry: Snowman's World                                     | Producător executiv | Tom și Jerry        |
| 2023 | Legion of Super-Heroes                                             | Producător executiv |                     |
| 2024 | The Lord of the Rings: The War of the Rohirrim                     | Producător executiv |                     |

### Televiziune
| Ani          | Nume                                     | Rol                 | Note |
| ------------ | ---------------------------------------- | ------------------- | ---- |
| 2003-2006    | Tinerii Titani                           | Producător executiv |      |
| 2004-2006    | Hi Hi Puffy AmiYumi                      | Creatorul seriei    |      |
| 2004-2006    | Liga Dreptății fără limite               | Producător executiv |      |
| 2006-2008    | Ben 10                                   | Producător executiv |      |
| 2007-2009    | Transformers Animated                    | Producător executiv |      |
| 2008-2010    | Ben 10: Echipa extraterestră             | Producător executiv |      |
| 2008-2011    | Batman: Neînfricat și cutezător          | Producător executiv |      |
| 2009         | G.I. Joe: Resolute                       | Producător executiv |      |
| 2010-2013    | Scooby-Doo și echipa misterelor          | Producător executiv |      |
| 2010-2013    | MAD                                      | Producător executiv |      |
| 2010-2022    | Tinerii justițiari                       | Producător executiv |      |
| 2011-2014    | The Looney Tunes Show                    | Producător executiv |      |
| 2011-2012    | Felinele Fulger                          | Producător executiv |      |
| 2012-2013    | Lanterna cu amintiri                     | Producător executiv |      |
| 2013-prezent | Haideți, Tineri Titani!                  | Producător executiv |      |
| 2013-2014    | Beware the Batman                        | Producător executiv |      |
| 2014-2021    | Tom și Jerry se dau în spectacol         | Producător executiv |      |
| 2014-2020    | Mike Tyson Mysteries                     | Producător executiv |      |
| 2015-2020    | Noile Looney Tunes                       | Producător executiv |      |
| 2015-2018    | Fii tare, Scooby-Doo!                    | Producător executiv |      |
| 2016-2017    | Right Now Kapow                          | Producător executiv |      |
| 2016-2018    | Draculaș, vampirul iepuraș               | Producător executiv |      |
| 2016-2018    | Justice League Action                    | Producător executiv |      |
| 2016-2021    | Ben 10                                   | Producător executiv |      |
| 2017-2020    | Dorothy și Vrăjitorul din Oz             | Producător executiv |      |
| 2017-2019    | Curse Trăsnite (2017)                    | Producător executiv |      |
| 2017-2020    | Unikitty                                 | Producător executiv |      |
| 2019-2021    | DC Super Hero Girls                      | Producător executiv |      |
| 2019-2021    | Scooby-Doo și cine crezi tu?             | Producător executiv |      |
| 2019-2022    | Ouă verzi cu șuncă                       | Producător executiv |      |
| 2019-prezent | Harley Quinn                             | Producător executiv |      |
| 2020         | Răgetul Felinelor Fulger                 | Producător executiv |      |
| 2020-2023    | Lumea Looney Tunes                       | Producător executiv |      |
| 2020-2023    | Animaniacii (2020)                       | Producător executiv |      |
| 2021         | Tom and Jerry Special Shorts             | Producător executiv |      |
| 2021         | Elliott Pământeanul                      | Producător executiv |      |
| 2021         | Fungii!                                  | Producător executiv |      |
| 2021         | Să-nceapă aventura: Tărâmuri îndepărtate | Producător executiv |      |
| 2021         | Aquaman: Regele Atlantisului             | Producător executiv |      |
| 2021-prezent | Craig și dumbrava                        | Producător executiv |      |
| 2021-2022    | Victor și Valentino                      | Producător executiv |      |
| 2021-2023    | Insula Taberei de Vară                   | Producător executiv |      |
| 2021         | Tom și Jerry în New York                 | Producător executiv |      |
| 2021-prezent | Jellystone!                              | Producător executiv |      |
| 2021-2022    | Little Ellen                             | Producător executiv |      |
| 2021-2022    | Tig n' Seek                              | Producător executiv |      |
| 2021-2022    | Yabba Dabba Dinozauri                    | Producător executiv |      |
| 2022         | Hai că merge și așa                      | Producător executiv |      |
| 2022-prezent | Aventurile fraților ursuleți             | Producător executiv |      |
| 2022-prezent | Primal                                   | Producător executiv |      |
| 2022-prezent | Bugs Bunny Constructorii                 | Producător executiv |      |
| 2022-prezent | BatRoți                                  | Producător executiv |      |
| 2023-prezent | Velma                                    | Producător executiv |      |
| 2023         | Unicorn: Războinicii Eterni              | Producător executiv |      |
| 2023-prezent | Gremlins: Secrets of the Mogwai          | Producător executiv |      |
| 2023-prezent | My Adventures with Superman              | Producător executiv |      |
| 2023-prezent | Să-nceapă Aventura: Fionna și Cake       | Producător executiv |      |
| 2023         | Tiny Toons Looniversity                  | Producător executiv |      |